# Gruszka Zaporska
Gruszka Zaporska – wieś w Polsce położona w województwie lubelskim, w powiecie zamojskim, w gminie Radecznica.
W latach 1975–1998 miejscowość administracyjnie należała do województwa zamojskiego.
Wieś jest sołectwem w gminie Radecznica. Według Narodowego Spisu Powszechnego z roku 2011 wieś liczyła 305 mieszkańców. 

## Części wsi
| SIMC    | Nazwa           | Rodzaj    |
| ------- | --------------- | --------- |
| 0897208 | Dworska Kolonia | część wsi |
| 0897214 | Granice         | część wsi |
| 0897220 | Korycizna       | część wsi |
| 1026533 | Ogólna Droga    | część wsi |
| 0897243 | Przymiarek      | część wsi |
| 0897250 | Starowieś       | część wsi |
| 0897266 | Zagościniec     | część wsi |

## Historia
Według Paprockiego wieś notowana w roku 1399 w dokumencie potwierdzającym jej nadanie Cedzikowi Próchańskiemu (Opis Szczebrzeszyna w SgKP tom XI strona 827-829). W roku 1819 Gruszka Zaporska zostaje zakupiona przez Zamoyskich obok Podlesia, Zaporza, Gaju i Branewki.
W drugiej połowie XIX wieku Gruszka to trzy wsie i cztery folwarki w powiecie zamojskim.
1. Gruszka Wielka z folwarkami w nomenklaturze hipotecznej oznaczonymi literami A. B. C. D.,
2. Gruszka Mała
3. Gruszka Zaporska

Gruszka Wielka oraz folwarki a. b. c. d., i Gruszka Mała, leżą w północnej stronie od Zamościa oddalone o 23 wiorsty, nad rzeką Łętównią, w gminie i parafii filialnej Nielisz, w 2 okręgu sądowym.

Natomiast Gruszka Zaporska, oddalona jest o 34 wiorsty na zachód od Zamościa, w gminie Sułów, parafii Mokrelipie, nad rzeką Pór, przy trakcie do Turobina, odległa od siedzimy gminy 7 wiorst, w 4 okręgu sadowym. Tej ostatniej folwark Gaj Gruszczański należy do dóbr ordynacji Zamojskich z kluczem w Bodaczewie, licząc 4 domy dworskie, 26 domów włościańskich i 234 mieszkańców (katolików) z gruntem 601 mórg.
Według spisu z roku 1827 Gruszka Zaporska miała 42 domy i 233 mieszkańców.